# Cooper Flagg
Cooper Flagg (Newport, 21 de desembre de 2006) és un jugador de bàsquet estatunidenc que actualment juga a la Universitat de Duke. Amb 2,06 metres d’alçada juga en la posició d’aler. El 2025 fou escollit com a número u del Draft per Dallas Mavericks.
Fill de Kelly i Ralph Flag ambdós exjugadors de bàsquet té dos germans un d'ells bessó.